# Nguyên Lang FC
Câu lạc bộ bóng đá Nguyên Lang (tiếng Trung: 元朗足球會), còn gọi là I-Sky Nguyên Lang (tiếng Trung: 天行元朗) tài trợ từ năm 2013, là một câu lạc bộ bóng đá chuyên nghiệp Hồng Kông hiện đang thi đấu tại giải bóng đá ngoại hạng Hồng Kông.
Các đội tuyển bóng đá của câu lạc bộ đã được tổ chức bởi Hiệp hội Thể thao Quận Nguyên Lang (tiếng Trung: 元朗區體育會). Trong năm 2013, Câu lạc bộ bóng đá Nguyên Lang được thành lập.

## Lịch sử
Hiệp hội thể thao Quận Nguyên Lang được thành lập bởi cựu Chủ tịch Hiệp hội bóng đá Hồng Kông vào năm 1959.
Đội bóng đã thi đấu tại giải bóng đá hạng ba Hồng Kông mùa giải 1959-1960. Đội đã thực hiện một kế hoạch ba năm để có được thăng hạng nhất. Năm 1961-1962, đội bóng đó thành đội bóng đầu tiên của quận cạnh tranh tại hạng nhất. Trong mùa giải 1962-1963, đội bóng đã đạt được danh hiệu đầu tiên của họ. Trong mùa giải 1967-1968, đội bóng đã giành danh hiệu sau khi đánh bại Đônh Thăng. Trong mùa giải 1968-1969, đội thi đấu chuyên nghiệp cho đến 1972-1973 khi nó tập trung vào một đội hình trẻ. Trong 1978-1979, đội đánh bại Seiko tại FA Cup Hồng Kông cuối cùng. Trong 1979-1980, đội bóng đã bỏ giải do vấn đề tài chính.
Với việc thúc đẩy các giải đấu bóng đá quận, đội Nguyên Lang được thành lập vào năm 2003 và một lần nữa bước vào giải bóng đá hạng ba Hồng Kông.
Họ đã được lên hạng nhất trong mùa giải 2013-14, khi họ là những nhà vô địch của giải bóng đá hạng nhì Hồng Kông, hơn 7 điểm trước á quân Happy Valley.

## Đội hình hiện tại
Ghi chú: Quốc kỳ chỉ đội tuyển quốc gia được xác định rõ trong điều lệ tư cách FIFA. Các cầu thủ có thể giữ hơn một quốc tịch ngoài FIFA.
| Số | VT | Quốc gia  | Cầu thủ              |
| -- | -- | --------- | -------------------- |
| 1  | TM | Hồng Kông | Liêu Phú Nguyên      |
| 3  | TV | Hồng Kông | Phùng Khải Khuông    |
| 5  | HV | Brasil    | GustavoFP            |
| 6  | HV | Hồng Kông | Trương Tử Khiển      |
| 7  | TV | Hồng Kông | Trịnh Kính Hạo       |
| 8  | TV | Hồng Kông | Tô Lai Cường         |
| 9  | TĐ | Nhật Bản  | Tsuyoshi YoshitakeFP |
| 10 | TĐ | Hồng Kông | Dư Hạo Bang          |
| 11 | TV | Brasil    | SouzaFP              |
| 12 | TĐ | Hồng Kông | Nguyên Dương         |
| 14 | TV | Hồng Kông | Trần Gia Tấn         |

| Số | VT | Quốc gia   | Cầu thủ                    |
| -- | -- | ---------- | -------------------------- |
| 16 | TV | Hồng Kông  | Trương Vũ Sâm              |
| 17 | HV | Hồng Kông  | Ân Vĩ Khang                |
| 18 | TV | Hồng Kông  | Châu Kỳ                    |
| 20 | TĐ | Hồng Kông  | Viên Lập Tường             |
| 21 | HV | Hồng Kông  | Trương Chí Dũng            |
| 22 | TĐ | Brasil     | Fábio LopesFP (đội trưởng) |
| 27 | HV | Hồng Kông  | Trần Khiên Quang           |
| 28 | TM | Hồng Kông  | Triệu Tuấn Kiệt            |
| 30 | TM | Hồng Kông  | Bành Tử Khiển              |
| 33 | HV | Montenegro | Čedomir MijanovićFP        |

## Cầu thủ có nhiều quốc tịch
- Nguyên Dương (Cầu thủ nhập tịch)

## Thành tích

### Danh hiệu
- Giải bóng đá hạng nhất Hồng Kông
  - Vô địch (1): 1962–63
- Giải bóng đá hạng nhì Hồng Kông
  - Vô địch (1): 2012–13
- Junior Shield Hồng Kông
  - Vô địch (1): 2012–13

#### Cups
- FA Cup Hồng Kông
  - Vô địch (1): 1978–79